# Nagy nádipatkány
A nagy nádipatkány (Thryonomys swinderianus) az emlősök (Mammalia) osztályának a rágcsálók (Rodentia) rendjébe, ezen belül a nádipatkányfélék (Thryonomyidae) családjába tartozó faj.
Az állat a Thryonomys emlősnem típusfaja.

## Előfordulása
Benin, Botswana, Burundi, Kamerun, a Kongói Köztársaság, a Kongói Demokratikus Köztársaság, Elefántcsontpart, Egyenlítői-Guinea, Gabon, Gambia, Ghána, Guinea, Kenya, Libéria, Malawi, Mozambik, Namíbia, Nigéria, Ruanda, Szenegál, a Dél-afrikai Köztársaság, Szudán, Szváziföld, Tanzánia, Togo, Uganda, Zambia, Zimbabwe területén honos. A vizes élőhelyek lakója.

## Megjelenése
A nagy nádipatkány szőrzete sörteszerű. Testhossza (a farok nélkül) 60 centiméter, a farokhossza 19 centiméter. Testtömege 4,5 kilogramm.

## Életmódja
A nagy nádipatkány éjjel aktív kis családi csoportokban élő rágcsáló. Főként fűvel és náddal táplálkozik. Veszély esetén morog és hátsó lábaival toporzékol, vagy a vízbe menekül. Jól úszik és merül.

## Szaporodása
Az ivarérettség 1 évesen kezdődik. A 137-172 napig tartó vemhesség végén 1-6 kölyök születik. A kölykök 129 grammosak.

## Természetvédelmi állapota
A nagy nádipatkány jelenleg nem veszélyeztetett, kártevő, mert megdézsmálja a termesztett növényeket. Sajnos az orvvadászat fenyegeti, az illegális vadhús-kereskedelemben árulják a faj húsát.